# 约兰·马斯特伦
约兰·马斯特伦（瑞典語：Göran Marström，1942年10月12日—），瑞典男子帆船运动员。他曾代表瑞典参加1980年、1984年、1988年和1992年夏季奥林匹克运动会帆船比赛，获得一枚铜牌。